# 当たり屋
当たり屋（あたりや）とは、故意に交通事故を起こして、損害賠償を請求しようとする者のこと。

## 概要
当たり屋は、故意に交通事故を起こし、人身事故においては治療費や慰謝料、物損事故においては修理費、またはこれらの事故の示談金や保険金などを請求するものである。事故による精神的動揺に付け込んで行われる犯罪である。
犯人と共謀した者が第三者を装って出現し示談を勧誘する事例もある。
保険金を目的とする場合は保険金詐欺に、治療費や修理代の要求は場合によっては恐喝罪に、故意に減速して追突を誘う場合は妨害運転罪に該当するが、ドライブレコーダーや監視カメラの映像がない限りは交通事故を起こした原因が過失であるか故意であるかの立証は非常に困難になるため、警察による保険金詐欺の捜査や保険会社の調査部門による保険調査も、非常に慎重に行われるのが通例である。
一方で自動車に関係する当たり屋についてはドライブレコーダーの普及により、当たり屋による犯行である証拠を入手することが容易になりつつある。

## 事例

### 物損事故に見せかけるもの
車や自転車、人体に当たって、あらかじめ壊しておいた眼鏡やスマートフォン、高級腕時計などの持ち物を落として破損した、キズが付いたなどと、物品の弁償や修理代の支払いを迫る。また、駐車場などで軽く車を接触させたり、道路上で故意に減速し追突を誘ったり、逆に故意に追突し「後退してきた」「相手が減速した」と言いがかりをつけ修理代や示談金を要求するものもある。これと同様に歩道で自転車にわざと接触し、修理代や示談金を要求するものもある。
イタリア北部などではドアやサイドミラーへの接触事故を装った当たり屋の事例が報告されている。

### 人身事故に見せかけるもの
ミラーやドア、自転車などに故意に接触し、軽微なケガを負う場合もあれば、大がかりな場合はわざと車や自転車にはねられて入院する場合、車の前に飛び出し転んだり、減速もしくは停止している車のボンネットに飛び掛かり痛がる演技を行い怪我をしていないのにもかかわらず「ぶつかった」「おどろいて転んだ」などと言いがかりをつけ、治療費や損害賠償の支払いを迫る。このようなかたちで運転者はその場限りと思って警察に届け出ずに支払いに応ずると、その後「ケガが悪化した」「仕事に支障が出た」「警察に届けてないので当て逃げ（ひき逃げ）になる」などと言い出し、さらに金品を要求され、それを延々と繰り返される悪循環に陥る。

## 裁判の事例
- 2016年、交差点で自転車を転倒させたとして自動車運転処罰法違反（過失運転傷害）に問われた会社員の裁判で、裁判官は自転車に乗っていた被害者が2年間で5件の事故に遭っていることを疑問視。確率は約58億4000万分の1で、ジャンボ宝くじの1等の当選確率と比べても異常な頻度であり、保険金目当ての当たり屋の疑いが極めて高いとして、会社員に無罪を言い渡した例がある[4]。